# Număr real

Simbolul mulțimii numerelor reale(ℝ)

Mulțimea numerelor reale include mulțimea numerelor raționale (ℚ), care la rândul ei include mulțimea numerelor întregi (ℤ), aceasta din urmă incluzând mulțimea numerelor naturale (ℕ)

Mulțimea numerelor reale este alcătuită din mulțimea numerelor pozitive și negative, cu oricâte zecimale (inclusiv cu un număr infinit de zecimale neperiodice). Numerele reale sunt definite intuitiv ca fiind acele numere care sunt în corespondență unu-la-unu cu punctele de pe o dreaptă infinită: axa numerelor. 
Termenul de "număr real" a apărut ulterior noțiunii de "număr imaginar". Numerele reale pot fi raționale sau iraționale, algebrice sau transcendente, pozitive sau negative. Numerele reale iraționale pot fi aproximate prin șiruri de numere raționale prin aproximație diofantică cu o eroare prin lipsă de 10-n.
Simbolul mulțimii numerelor reale este R (sau alternativ, {\displaystyle \mathbb {R} }). Este o mulțime nenumărabilă. Ea constituie baza pentru operațiile din analiza reală.

## Abordare axiomatică
Fie R mulțimea numerelor reale. Atunci:
- Mulțimea R, împreună cu operațiile de adunare și înmulțire formează un corp .
- Corpul R este ordonat, adică există o relație de ordine totală ≥ pe R astfel încât, pentru orice x,y și z din R, avem:  
  - dacă x ≥ y atunci  x + z ≥ y + z;
  - dacă x ≥ 0 și y ≥ 0 atunci xy ≥ 0.
- Ordinea este Dedekind-completă, adică, orice submulțime nevidă S a lui R care are margine superioară în R are o cea mai mică margine superioară (numită supremum) în R.

Ultima proprietate diferențiază mulțimea numerelor reale de cea a numerelor raționale. De exemplu, submulțimea numerelor raționale cu pătratul mai mic decât 2 are o margine superioară rațională (de ex. 1,5), dar nu are o cea mai mică margine superioară rațională, pentru că rădăcina pătrată a lui 2 nu este număr rațional.
Se poate demonstra că numerele reale sunt definite exact de proprietățile de mai sus. Mai exact, date fiind două corpuri ordonate Dedekind-complet R1 și R2, există un unic izomorfism de corpuri între R1 și R2, ceea ce ne permite să privim cele două corpuri ca pe același obiect matematic.